# Stephen McGlede
Stephen John McGlede (Victoria, 13 de abril de 1969) es un deportista australiano que compitió en ciclismo en la modalidad de pista, especialista en las pruebas de persecución.
Participó en dos Juegos Olímpicos de Verano, obteniendo en total dos medallas en la prueba de persecución por equipos, plata en Barcelona 1992 (junto con Brett Aitken, Stuart O'Grady y Shaun O'Brien) y bronce en Seúl 1988 (con Brett Dutton, Wayne McCarney y Dean Woods).
Ganó cuatro medallas en el Campeonato Mundial de Ciclismo en Pista, en los años 1990 y 1991.

## Medallero internacional
| Juegos Olímpicos   | Juegos Olímpicos     | Juegos Olímpicos  | Juegos Olímpicos            |
| Año                | Lugar                | Medalla           | Competición                 |
| ------------------ | -------------------- | ----------------- | --------------------------- |
| 1988               | Seúl (Corea del Sur) | Medalla de bronce | Persecución por equipos     |
| 1992               | Barcelona (España)   | Medalla de plata  | Persecución por equipos     |
| Campeonato Mundial |                      |                   |                             |
| Año                | Lugar                | Medalla           | Competición                 |
| 1990               | Maebashi (Japón)     | Medalla de oro    | Puntuación (A)              |
| 1990               | Maebashi (Japón)     | Medalla de bronce | Persecución por equipos (A) |
| 1991               | Stuttgart (Alemania) | Medalla de plata  | Puntuación (A)              |
| 1991               | Stuttgart (Alemania) | Medalla de bronce | Persecución por equipos (A) |